# William Lockwood (hockey sobre hielo)
William Lockwood (Bloomfield Hills, Míchigan, 20 de junio de 1998) es un jugador profesional estadounidense de hockey sobre hielo que se desempeña en la posición de extremo derecho en Florida Panthers, equipo de la National Hockey League (NHL).

## Carrera
Fue seleccionado en la tercera ronda en la NHL Entry Draft de 2016. En 2020 hizo su debut profesional con el equipo Vancouver Canucks, en el cual jugó tres temporadas (2020-2023), después pasó a Florida Panthers, donde lleva jugando una temporada.